# Myrioblephara cnecobathra
Myrioblephara cnecobathra là một loài bướm đêm trong họ Geometridae.